# Jack Shaindlin
Jack Shaindlin, född 14 april 1909, död september 1978, var en amerikansk kompositör, musikarrangör och dirigent. 

## Filmmusik i urval
- 1961 - Days of Thrills and Laughter
- 1951 - A Union Local